# Buhi
Buhi es un municipio filipino de primera clase, perteneciente a la provincia de Camarines Sur, en la región de Bicolandia.

## Toponimia
El lugar puede aparecer referido como «Buhi» y «Buji».

## Geografía
En el término del municipio está el lago del mismo nombre.

## Historia
Hacia mediados del siglo XIX, el lugar tenía contabilizada una población de 6304 habitantes, repartidos en 1051 casas. Aparece descrito en el primer volumen del Diccionario geográfico, estadístico, histórico de las Islas Filipinas (1850) de Manuel Buzeta Núñez y Felipe Bravo con las siguientes palabras:

BUJI ó BUHI: pueblo con cura y gobernadorcillo, en la isla de Luzon, prov. de Camarines-Sur, dióc. de Nueva-Cáceres. sit. en terreno llano, á la orilla meridional del lago de su propio nombre, á la der. de un pequeño r. que recibe por esta parte el lago, y junto al nacimiento del r. de Buhi, que sale de este lago; en los 127° 11' long., y los 13° 24' lat. Disfruta de buena ventilacion, y su clima es templado y saludable. Tiene como unas 1,051 casas, en general de sencillísima construccion, distinguiéndose como mas notables la casa parroquial, y la llamada tribunal; hay cárcel, y escuela de primeras letras, dotada de los fondos de comunidad, la que se halla frecuentada por muchos alumnos de ambos sexos; é igl. parr. de mediana fábrica servida por un cura regular. El term. confina por E. con los de Malinao y Tibi, pueblos de la prov. de Albay, distantes 3 y ¾ leg., el primero al E. S. E. y 3 ¼ leg., el segundo al N. E.; por S. con Polangui á 2 y ¾ leg. por S. S. O.; por O. con Iriga á 2 y ¼ leg., y por N. con los lagos de Baao, y el monte Ilizario. Al S. E. de la pobl. se eleva un monte llamado monte de Buji ó Buhi, cuyo punto culminante se halla en los 127° 16' 30" long., y los 13° 23' lat.; dividiendo los términos de las prov. de Camarines-Sur, y Albay, y el de los mencionados pueblos de Buji y Malinao. En las cañadas occidentales de sus montes, aparece una vejetacion mucho mas desarrollada, que en las orientales pertenecientes ya á los pueblos de la prov. de Albay, y en ellas se crian escelentes maderas de construccion; tambien hay en estos montes abundante caza mayor y menor. El terreno se halla fertilizado por varios rios y arroyos, que llevan sus aguas al lago, y principalmente por el que forma el desagüe de este, llamado r. de Buji. Asi este r. como el lago abundan en pesca, que constituye un ramo de bastante utilidad para la pobl. Se comunica por medio de un buen camino con Polangui é Iriga, que se hallan en el que recorre de N. O. á S. E. la prov.; recibe el correo semanal establecido en la isla. prod. arroz, y abacá en abundancia, añil, ajonjolí, cacao, caña dulce, cocos y toda clase de frutas y legumbres. ind.: el beneficio de los productos naturales y fabricacion de sinamays y otras telas. comercio: la esportacion del sobrante de sus productos naturales y fabriles, que consiste especialmente en arroz y tejidos. pobl. 6,304 alm., 1,263 trib., que asienden á 12,630 rs. plata, equivalentes á 31,575 rs. vn.
(Buzeta y Bravo, 1850, p. 407)

En 2020, tenía censados 81 306 habitantes.